# Cristina Scabbia
Cristina Adriana Chiara Scabbia (italiensk udtale: [kɾisˈtiːna adɾiˈaːna kiˈaːɾa ˈskabːja]; født 6. juni 1972) er en italiensk sangerinde, bedst kendt som en af de to vokalister i det italienske gothic metal-band Lacuna Coil.